# Edward Russell (2e baron Russell de Liverpool)
Edward Frederick Langley Russell, 2e baron Russell de Liverpool (10 avril 1895 - 8 avril 1981), connu sous le nom de Langley Russell, est un soldat, avocat, historien et écrivain britannique.

## Jeunesse et éducation
Il est le fils de Richard Henry Langley Russell, deuxième fils d'Edward Russell (1er baron Russell de Liverpool), et succède à son grand-père au titre en 1920. Il fait ses études au Liverpool College et au St John's College de Cambridge (1913-1914).

## Carrière
Il quitte Cambridge pour rejoindre l'armée britannique peu après le déclenchement de la guerre. Il sert pendant la Première Guerre mondiale, obtenant la Croix militaire à trois reprises.
Il est admis au barreau de Gray's Inn en 1931, mais n'a jamais développé une pratique substantielle sur le circuit d'Oxford. Il est juge-avocat à partir du début des années 1930.
Il devient juge-avocat général adjoint (Royaume-Uni) auprès de l'armée britannique du Rhin en 1945. Il est l'un des principaux conseillers juridiques lors des procédures pour crimes de guerre, tant pour les procès de Nuremberg que pour le tribunal de Tokyo, tenu après la fin de la Seconde Guerre mondiale. Il est fait CBE, Commandeur de l'Ordre de l'Empire britannique.

## Écrits
Il démissionne de son poste administratif à la suite de la publication de son livre The Scourge of the Swastika: A Short History of Nazi War Crimes. Le Daily Express, sous la direction de Lord Beaverbrook, publie des extraits sous le titre "le livre qu'ils ont essayé d'interdire" en 1954, et le livre devient un best-seller. Russell est accusé d'avoir abusé de sa position pour profiter personnellement des crimes de guerre sur lesquels il a enquêté. Russell poursuit ce travail en 1958 avec The Knights of Bushido: A Short History of Japanese War Crimes.
En 1959, lui et Bertrand Russell, le célèbre mathématicien et philosophe, envoient une lettre conjointe au Times expliquant qu'ils sont des personnes différentes.
Lord Russell s'implique dans l'enquête sur le meurtre sensationnel d'A6 dans le Bedfordshire rural en août 1961 et le long débat qui suit. Il écrit le livre Deadman's Hill: Was Hanratty Guilty? en 1965, qui proclame que la condamnation est injustifiée dans l'affaire. Lord Russell et sa femme -- subissent un harcèlement important, sous la forme d'appels téléphoniques anonymes fréquents, de la part de Peter Louis Alphon, qui a été l'un des premiers suspects du meurtre, avant que James Hanratty ne soit reconnu coupable et pendu en avril 1962. Alphon est reconnu coupable et condamné à une amende pour ce harcèlement, et son implication de longue date dans l'affaire reste controversée . Cette affaire continue de susciter un intérêt considérable, plusieurs autres livres, articles et programmes télévisés enquêtant sur elle, beaucoup estimant la condamnation injustifiée de Hanratty, et certains aspects clés ne sont toujours pas clairs.
Lord Russell de Liverpool est décédé en avril 1981, quelques jours avant son 86e anniversaire, et est remplacé par son petit-fils Simon Russell, son fils unique, le capitaine l'hon. Langley Gordon Haslingden Russell étant décédé avant lui.

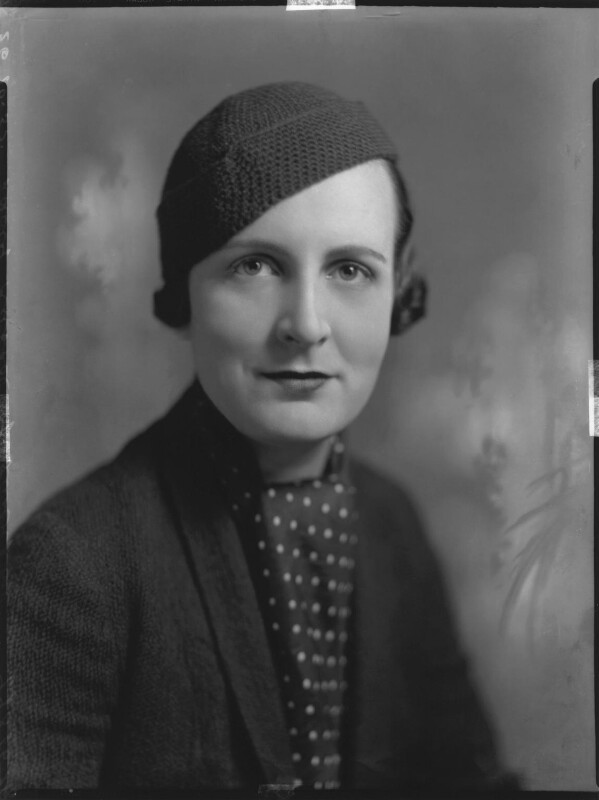
Lady Russel

## Œuvres
- The Scourge of the Swastika: A Short History of Nazi War Crimes (1954) (également traduit en yiddish en 1956)
- Bien que les cieux tombent (1956)
- Les Chevaliers de Bushido: Une brève histoire des crimes de guerre japonais (1958)
- Ça me rappelle (1959)
- Si je t'oublie: l'histoire de la renaissance d'une nation (1960)
- L'enregistrement; Le procès d'Adolf Eichmann pour ses crimes contre le peuple juif et contre l'humanité (1961)
- La conscience royale (1961)
- Chevalier de l'épée: La vie et les lettres de l'amiral Sir William Sidney Smith (1962)
- La Tragédie du Congo (1962)
- Prisons et prisonniers au Portugal: une enquête indépendante (1963)
- Deadman's Hill : Hanratty était-il coupable ? (1965)
- Henri de Navarre; Henri IV de France (1969)
- Les corsaires français (1970)
- Bernadotte : maréchal de France et roi de Suède (1981)

Livres dans lesquels Edward Russell, 2e baron Russell de Liverpool a contribué par un avant-propos ou une introduction :
- Harvest of Hate: Le programme nazi pour la destruction des Juifs d'Europe par Leon Poliakov (1954)
- L'envie de punir: nouvelles approches du problème de l'irresponsabilité mentale pour le crime par Henry Weihofen (1957)
- Pardonnez, mais n'oubliez pas de Sylvia Salvesen (1958)
- Commandant d'Auschwitz: L'autobiographie de Rudolf Hoess par Rudolf Hoess (1961)